# Liste der Olympiasieger im Krocket
Die Liste der Olympiasieger im Krocket führt sämtliche Sieger sowie die Zweit- und Drittplatzierten der Krocketwettbewerbe bei den Olympischen Sommerspielen auf. Krocket war bisher nur ein einziges Mal olympisch: 1900 in Paris. Es wurden drei Wettbewerbe ausgetragen, es konnten Männer und Frauen teilnehmen.

## Wettbewerbe

### Einzel mit einer Kugel
| Olympia | Gold            | Silber        | Bronze             |
| ------- | --------------- | ------------- | ------------------ |
| 1900    | Gaston Aumoitte | Georges Johin | Chrétien Waydelich |

### Einzel mit zwei Kugeln
| Olympia | Gold               | Silber           | Bronze            |
| ------- | ------------------ | ---------------- | ----------------- |
| 1900    | Chrétien Waydelich | Maurice Vignerot | Jacques Sautereau |

### Doppel
| Olympia | Gold                          | Silber | Bronze |
| ------- | ----------------------------- | ------ | ------ |
| 1900    | Georges Johin/Gaston Aumoitte | -      | -      |